# Mittelhäusern
Mittelhäusern (berndeutsch Mittuhüsere [ˌmɪtuˈhysəɾə], oftmals abgekürzt zu Hüsere oder MH, in Anspielung auf die Postleitzahl auch MH47) ist eine Ortschaft in der Gemeinde Köniz im Schweizer Kanton Bern. Sie liegt ca. 9,7 km (Luftlinie) südwestlich von Bern.

## Geschichte
Der Ortsname von Mittelhäusern findet sich 1273 in einem lateinischen Text als Mitlenhusern. 1479 ist die Form Mittelhüsern attestiert. Das Dorf besteht aus der Wohnsiedlung Strassweid und umliegenden Quartieren. Es befinden sich zudem eine Primarschule, ein Kindergarten und ein Bistro im Ort.

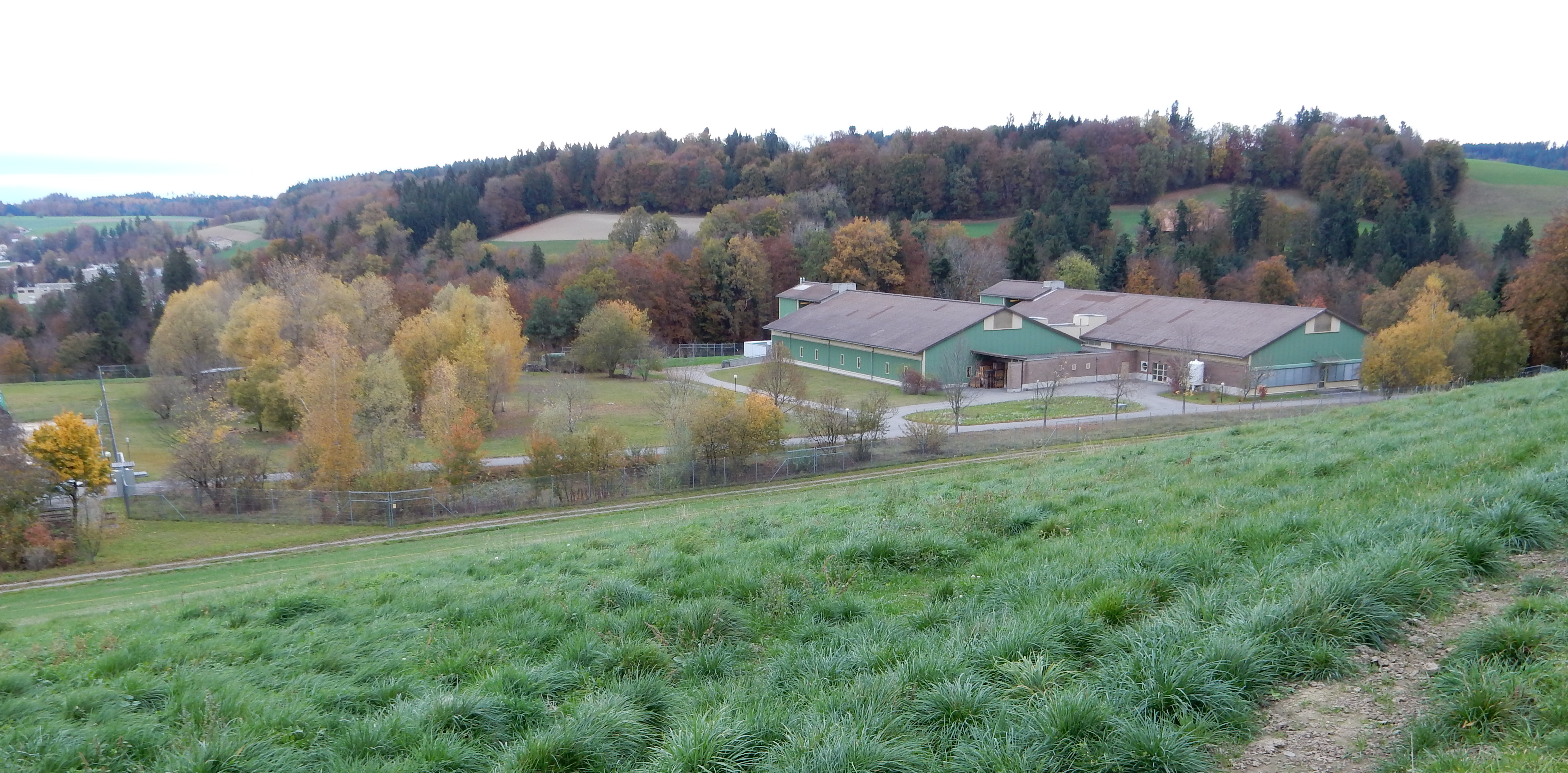
Das Institut für Virologie und Immunologie (IVI)

Bekannt ist Mittelhäusern vor allem als Standort eines Hochsicherheitslabors, welches vom Institut für Virologie und Immunologie IVI sowie vom Bundesamt für Lebensmittelsicherheit und Veterinärwesen unterhalten wird. Es handelt sich dabei primär um ein Referenzlabor für hochansteckende Tierseuchen. Im Zuge der COVID-19-Pandemie wurden dort erste synthetische Klone des SARS-CoV-2-Virus hergestellt.
1893 wurde in Mittelhäusern eine Postablage in der Bütze eingerichtet. Ab 1925 war die telefonische Telegrammvermittlung möglich. 1949 wurde die Post ins Stationsgebäude des Bahnhofs verlegt. Der Umzug in neue Räumlichkeiten, ebenfalls direkt bei der Bahnstation, erfolgte 1984. In diesen Büros wurden auch Bahndienste geleistet. Die Poststelle Mittelhäusern wurde am 29. Juni 2007 aufgehoben; die Zustellung erfolgt durch die Poststelle Niederscherli.

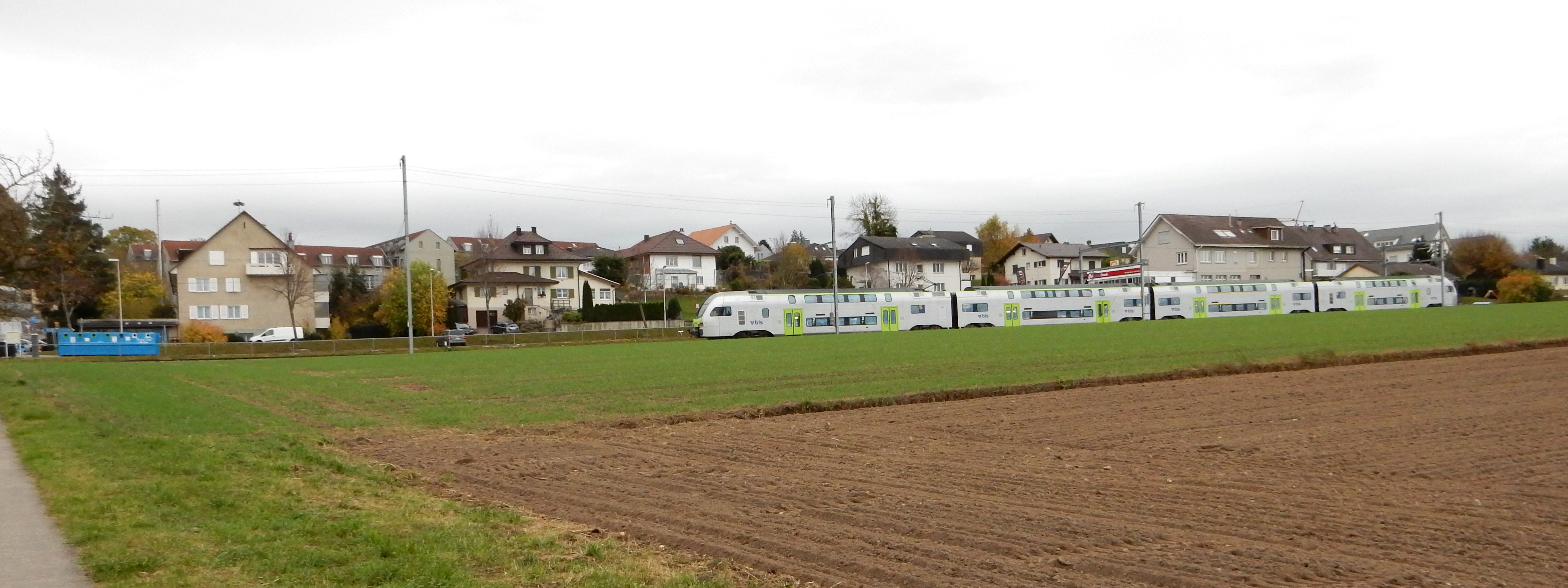
Mittelhäusern mit Bahn

## Öffentlicher Verkehr
Mittelhäusern ist durch die S-Bahn-Linie 6 (Bern–Schwarzenburg), welche durch die BLS AG unterhalten wird, ans Netz des öffentlichen Verkehrs angeschlossen.